# 小南海 (歙县)
小南海又名岑山、小焦山，是新安江中的一个小岛，呈长条形，四面环水，位于中国安徽省黄山市歙县雄村镇雄村，岛上数百年古树遮天蔽日，北侧悬崖峭壁，景色如画，原有雄村在水、岑山中流、星岩礼佛、高树茂荫、徽王向海、绿岛泊舟、柘林牧歌、慈光劝学八景。北岸的航埠头、岑山渡两村，和南岸的柘林村隔岛相望。
岛上原有山门（题刻“云天佛国”、“回头是岸”）、半山的灵官殿（门联“三眼分明良观大地，一鞭厉害护法南山。”）、山顶的星严寺（海拔144米，门额“海天佛地”、“戒律森严”，联“非法非非法，无为无无为。”），现建筑均已荡然无存。星严寺创建于杨吴天祐八年（911年），因其四周环水，命名为周流寺。明代王善庆题诗《周流寺》：“云埋殿阁周流寺，春水冲撞复到山。僧衲挂枝庭树老，禅床措石洞云闲。”郑玉、程敏政、龙膺、王寅均有吟咏。清康熙八年（1669年）岑山渡程讷庵重建。康熙四十六年（1707年）皇帝南巡扬州，程讷庵携《小南海山寺图》谒见，请得御笔赐额“星岩寺”，以及赐联“山灵钟瑞气，汐色映祥光。”吴梅颠题诗《徽歙竹枝词》：“岑山古寺号周流，在水中央结蜃楼。品渥洼泉须水落，钓台平敞足淹留。”太平天国战争期间，寺庙毁于战火。同治六年（1867年）柘林人（现属于雄村镇柘岱村）徐同善邀周围三村（柘林村、岑山渡村、航埠头村）包括侨寓各地徽商捐资重修。光绪十九年（1893），来自陕西终南山的应山和尚在此为民祷雨三日圆寂。此时星岩寺香火全盛，为十方丛林，长950米，宽140米，有大雄宝殿、观音殿、应山和尚肉身菩萨殿。文化大革命中僧人还俗，寺庙荡然无存。